# Steen Hove
Steen Hove (født 4. juli 1947) er en dansk advokat, der fra 15. november 2010 til bankens konkurs 6. februar 2011 var administrerende direktør for Amagerbanken. Han var tidligere ordførende direktør i Midtbank.
Han blev cand.jur. 1973, fik advokatbestalling i 1976, møderet for Højesteret. Han var ordførende direktør i Aktieselskabet Midtbank 1993-2001, der nu er en del af Svenska Handelsbankens danske aktiviteter, tidligere næstformand for Handelsbanken Regionbank Danmark og tidligere medlem
af bestyrelserne for blandt andet Totalkredit, Finanssektorens Undervisningscenter, BEC Bankernes EDB Central. Hove er formand for bestyrelserne i Finansieringsselskabet af 11/2 2010 A/S og har tidligere også været for Herning Shipping a.s. 